# Dick Bruna
Dick Bruna (23. srpna 1927 Utrecht – 16. února 2017 Utrecht) byl nizozemský kreslíř a grafik, který se prosadil především jako ilustrátor a tvůrce dětských knih. Jeho nejznámější postavičkou je králičí holčička Miffy. Jako Miffy byla nazvána v anglickém překladu a později ve většině dalších jazyků, včetně češtiny, v nizozemském originále se však jmenuje Nijntje. Postavu Bruna vymyslel roku 1955 a od té doby vyšlo již více než třicet knih s jejími dobrodružstvími. Krom toho napsal a nakreslil přes stovku dalších. Brunovy knihy byly přeloženy do 50 jazyků a prodalo se jich více než 85 milionů kusů po celém světě. Krom dětských knih vytvořil řadu knižních ilustrací pro nakladatelství A.W. Bruna & Zoon, jež založil jeho otec. K nejznámějším patří jeho ilustrace k Simenonovým detektivkám s komisařem Maigretem.

## Česky vyšlo
V nakladatelství Baobab a GplusG:
- Jaká je to barva, Miffy?
- Kdo je v ZOO, Miffy?
- Kuku, Miffy! Kdo je tam?
- Kuku, Miffy! Kdo je to?
- Miffy má lupu!
- Počítej s Miffy. Kolik je to?